# Medefaidrin
Medefaidrin, Medefidrin, hay Obɛri Ɔkaimɛ, là một ngôn ngữ nhân tạo và chữ viết được tạo ra bởi một giáo đoàn người Ibibio vào những năm 1930 ở Nigeria để làm như một ngôn ngữ thiêng liêng Kitô giáo . Nó bắt nguồn từ glossolalia (nghĩa chữ là nói tiếng lạ)..
Các diễn giả coi Medefaidrin là một "ngôn ngữ tinh thần". Nó được tạo ra bởi hai nhà lãnh đạo của nhà thờ là Michael Ukpong và Akpan Akpan Udofia. Họ báo cáo rằng Chúa Thánh Thần đã tiết lộ những lời của ngôn ngữ cho Ukpong, trong khi Udofia viết chúng xuống. Vào thời điểm đó tiếng Ibibio không có viết và Udofia đã tạo ra một bộ chữ để viết Medefaidrin.
Sau khi hoàn thành ngôn ngữ vào năm 1936, các thành viên của nhà thờ bắt đầu mở trường học trong đó trẻ em được hướng dẫn học Medefaidrin. Song le điều này không được chính quyền thực dân Anh chấp nhận, buộc đóng cửa trường học cùng năm đó. Tuy nhiên ngôn ngữ tiếp tục được sử dụng cho các hoạt động của nhà thờ, bao gồm phụng vụ và thánh ca, và cho các thư từ và hợp đồng bằng văn bản giữa các thành viên. Ngôn ngữ bị mờ dần khi sử dụng, nhưng vào năm 1986 Udofia bắt đầu dạy nó một lần nữa trong các lớp ngày chủ nhật của nhà thờ ở Ididep. Các bản thảo cũ bằng chữ này đang trong tình trạng tồi tệ, và sang thế kỷ 21 đã có một số nỗ lực để bảo tồn chúng.
Bảng Unicode Medefaidrin:
| Bảng Unicode Medefaidrin Official Unicode Consortium code chart Version 13.0 |   |   |   |   |   |   |   |   |   |   |   |   |   |   |   |   |
|                                                                              | 0 | 1 | 2 | 3 | 4 | 5 | 6 | 7 | 8 | 9 | A | B | C | D | E | F |
| U+16E4x                                                                      | 𖹀 | 𖹁 | 𖹂 | 𖹃 | 𖹄 | 𖹅 | 𖹆 | 𖹇 | 𖹈 | 𖹉 | 𖹊 | 𖹋 | 𖹌 | 𖹍 | 𖹎 | 𖹏 |
| U+16E5x                                                                      | 𖹐 | 𖹑 | 𖹒 | 𖹓 | 𖹔 | 𖹕 | 𖹖 | 𖹗 | 𖹘 | 𖹙 | 𖹚 | 𖹛 | 𖹜 | 𖹝 | 𖹞 | 𖹟 |
| U+16E6x                                                                      | 𖹠 | 𖹡 | 𖹢 | 𖹣 | 𖹤 | 𖹥 | 𖹦 | 𖹧 | 𖹨 | 𖹩 | 𖹪 | 𖹫 | 𖹬 | 𖹭 | 𖹮 | 𖹯 |
| U+16E7x                                                                      | 𖹰 | 𖹱 | 𖹲 | 𖹳 | 𖹴 | 𖹵 | 𖹶 | 𖹷 | 𖹸 | 𖹹 | 𖹺 | 𖹻 | 𖹼 | 𖹽 | 𖹾 | 𖹿 |
| U+16E8x                                                                      | 𖺀 | 𖺁 | 𖺂 | 𖺃 | 𖺄 | 𖺅 | 𖺆 | 𖺇 | 𖺈 | 𖺉 | 𖺊 | 𖺋 | 𖺌 | 𖺍 | 𖺎 | 𖺏 |
| U+16E9x                                                                      | 𖺐 | 𖺑 | 𖺒 | 𖺓 | 𖺔 | 𖺕 | 𖺖 | 𖺗 | 𖺘 | 𖺙 | 𖺚 |   |   |   |   |   |